# Хогерверф, Элизабет
Элизабет Хогерверф (нидерл. Elisabeth Hogerwerf, род. 10 февраля 1989, Гауда, Южная Голландия) — голландская гребчиха, призёр чемпионата мира 2011 года и чемпионата Европы по академической гребле 2015, 2016, 2018 и 2019 года. Серебряный призёр Олимпийских игр 2020 в Токио.

## Биография
Элизабет Хогерверф родилась 10 февраля 1989 года в городе Гауда, Южная Голландия. Профессиональную карьеру гребца начала с 2007 года. Тренируется на базе клуба «D.S.R.Proteus-Eretes» в Делфте.
Первым соревнованием международного уровня, в котором Хогерверф приняла участие, был чемпионат мира по академической гребле до 23 лет 2010 года в белорусском городе Брест. В финальном заплыве четвёрок с рулевым с результатом 06:47.170 голландские гребчихи заняли лишь 5 место.
Первая медаль в карьере Хогерверф была добыта на чемпионате мира по академической гребле 2011 года, проходившем в Бледе, Словения. С результатом 06:34.060 в заплыве четвёрок с рулевым голландские гребчихи заняли первое место, оставив позади соперниц из Польши (06:17.710 — 2-е место) и Великобритании (06:19.930 — 3-е место).
На чемпионате Европы по академической гребле 2015 года, проходившем в польском городе Познань, Хогерверф вместе с Оливией ван Ройн участвовала в составе двоек. В финальном заплыве голландские гребчихи с результатом 07:04.980 финишировали вторыми, уступив первенство соперницам из Великобритании (06:58.280 — 1-е место), но опередив пару из Румынии (07:12.560 — 3-е место).
Ещё одна серебряная медаль в активе Хогерверф была добыта на чемпионате Европы по академической гребле 2016 года в германском городе Бранденбург. В финальном заплыве восьмёрок голландские гребчихи с результатом 06:51.830 финишировали вторыми, уступив первенство соперницам из Великобритании (06:51.460 — 1-е место), но опередив команду из России (06:55.430 — 3-е место).